# Шоттен-ринг (станція метро)
48°13′02″ пн. ш. 16°22′17″ сх. д. / 48.2171° пн. ш. 16.3713° сх. д.
«Шоттен-ринг» (нім. Schottenring; у перекладі — Шотландська кругова вулиця) — пересадочна станція Віденського метрополітену, розміщена на лінії U2 між станціями «Табор-штрасе» і «Шоттентор-Універзітет» та на лінії U4 між станціями «Шведен-плац» і «Росауер-Ленде». Відкрита 3 квітня 1978 року на лінії U4 та 30 серпня 1980 року на лінії U2.
Розташована на межі 1-го (Іннере-Штадт) і 2-го (Леопольдштадт) районів Відня.